# Stephan Witasek
Stephan Witasek (* 17. Mai 1870 in Wien, Österreich-Ungarn; † 18. April 1915 in Graz) war ein Vertreter der Grazer Schule für experimentelle Psychologie und Gegenstandstheorie.

## Leben
Stephan Witasek war eines von fünf Kindern des Wenzel und der Ennem Witasek, seine Schwester Johanna Witasek wurde Fachlehrerin an der Mädchenbürgerschule in der Reißnerstraße und publizierte als Botanikerin. Stephan Witasek habilitierte sich 1899 in der Philosophie und war zunächst Bibliothekar an der Grazer Universität und Mitarbeiter unter Alexius Meinong im Psychologischen Laboratorium, dessen Leitung ihm 1914 übertragen wurde. Er starb kurze Zeit später an einem Magenleiden.
Witaseks Ausgangspunkt für seine Vorstellungs- und Dispositionspsychologie ist die Unterscheidung zwischen unanschaulichen und anschaulichen Vorstellungen. Sein erklärtes Ziel war es, die Gegenstandstheorie für die Ästhetik fruchtbar zu machen.
Eine unanschauliche Vorstellung über eine Farbe kann beispielsweise auch ein Blinder haben, indem er sich die Farbe nur denkt. Man spricht heute im Blindenbildungswesen auch gerne von Worthülsen. Soll eine Farbe auch anschaulich vorgestellt werden, muss der Vorstellende diese Farbe auch anschaulich vorstellen wollen und können. Sind beide Voraussetzungen erfüllt geht die unanschauliche Vorstellung in eine anschauliche über.
Witasek war wie Johannes Volkelt ein kritischer Befürworter der im deutschsprachigen Raum von Theodor Lipps ausgehenden Einfühlungstheorie, welche ästhetische Wahrnehmungen darauf zurückführt, dass eigene Gefühle oder Bewegungsimpulse in den ästhetischen Gegenstand „eingefühlt“ werden.

## Schriften (Auswahl)
- Physiologische oder experimentelle Psychologie an Gymnasien (mit Höfler), 1898
- Psychol. Schulversuche (mit Höfler), 1900
- Grundzüge der allgemeinen Ästhetik, Leipzig 1904
- Psychologisches zur ethischen Erziehung, 1907
- Psychologie der Raumwahrnehmung des Auges. Heidelberg, Carl Winters Universitätsbuchhandlung, 1910
- Beiträge zur Psychologie der Komplexionen, Zeitschrift f. Psychol. der Sinnesorgane, Bd. 14
- Psychol. Analyse der ästhet. Einführung, Zeitschrift f. Psychol. der Sinnesorgane, Bd. 25
- Grundlinien der Psychologie, Leipzig, Meiner, 1921